# 莉莉安娜·卡瓦尼
莉莉安娜·卡瓦尼（義大利語：Liliana Cavani，1933年1月12日—），意大利电影导演、编剧。莉莉安娜属于1970年代在意大利影坛崭露头角的艾米利亚-罗马涅大区电影人，其代表作为1974年的《午夜守门人》。
2023年，莉莉安娜与梁朝偉共同夺得威尼斯电影节金狮奖终身成就奖。

## 影视作品
- 1966年：《亚西西的圣方济各（義大利語：Francesco d'Assisi (miniserie televisiva 1966)）》
- 1968年：《伽利略传（英语：Galileo (1968 film)）》
- 1969年：《食人族（英语：I cannibali）》
- 1971年：《客人（英语：L'ospite）》
- 1973年：《米拉日巴（英语：Milarepa (1974 film)）》
- 1974年：《午夜守门人（英语：Il portiere di notte）》
- 1977年：《善恶的彼岸（英语：Beyond Good and Evil (film)）》
- 1981年：《皮囊（義大利語：La pelle (film)）》
- 1982年：《惊吓王（英语：Beyond the Door (1982 film)）》
- 1985年：《柏林情事（英语：The Berlin Affair）》
- 1989年：《弗朗西斯科（英语：Francesco (1989 film)）》
- 1993年：《你在哪裡？我在這裡》
- 2002年：《雷普利遊戲》
- 2005年：《加斯佩里，希望之人（義大利語：De Gasperi, l'uomo della speranza）》（迷你剧）
- 2008年：《愛因斯坦传（英语：Einstein (film)）》（迷你剧）
- 2012年：《从不为爱（義大利語：Mai per amore (miniserie televisiva)）》（迷你剧）
- 2014年：《弗朗西斯科（義大利語：Francesco (miniserie televisiva 2014)）》
- 2023年：《时间的秩序》

## 延伸阅读
- Armstrong, Richard; Charity, Tom; Hughes, Lloyd; Winter, Jessica. The Rough Guide to Film, Rough Guides, 2007; ISBN 978-1-84353-408-2
- Brunetta, Gian Piero. The History of Italian Cinema: A Guide to Italian films from its origins to the twenty first century. Princeton University Press, 2011; ISBN 0-691-11989-9
- Bonadella, Peter. Italian Cinema: from the Neorealism to the present. Continuum New York, 1988; ISBN 0-8044-6061-2
- Marrone, Gaetana. The Gaze and the Labyrinth: the Cinema of Liliana Cavani. Princenton Paperbacks, 2000; ISBN 0-691-00873-6